# فيليب فور
فيليب فور (بالفرنسية: Philippe Faure) (و. 1952 – 2010 م) هو كاتب مسرحي، وممثل، من فرنسا، ولد في ليون، توفي في ليون، عن عمر يناهز 58 عاماً.

## وصلات خارجية
- فيليب فور على موقع IMDb (الإنجليزية)